# Carmelo Cabrera
Carmelo Cabrera Domínguez (Las Palmas de Gran Canaria, 6 gennaio 1950) è un ex cestista spagnolo.

## Carriera
Con la Spagna disputò i Giochi olimpici di Monaco 1972, i Campionati mondiali del 1974 e tre edizioni dei Campionati europei (1973, 1975, 1977).

## Palmarès
- Campionato spagnolo: 10

Real Madrid: 1968-69, 1969-70, 1970-71, 1971-72, 1972-73, 1973-74, 1974-75, 1975-76, 1976-77, 1978-79
- Copa del Rey: 7

Real Madrid: 1970, 1971, 1972, 1973, 1974, 1975, 1977
- Coppa dei Campioni: 2

Real Madrid: 1973-74, 1977-78
- Coppa Intercontinentale: 3

Real Madrid: 1976, 1977, 1978